# Ninase
Koordinaten: 58° 31′ N, 22° 13′ O

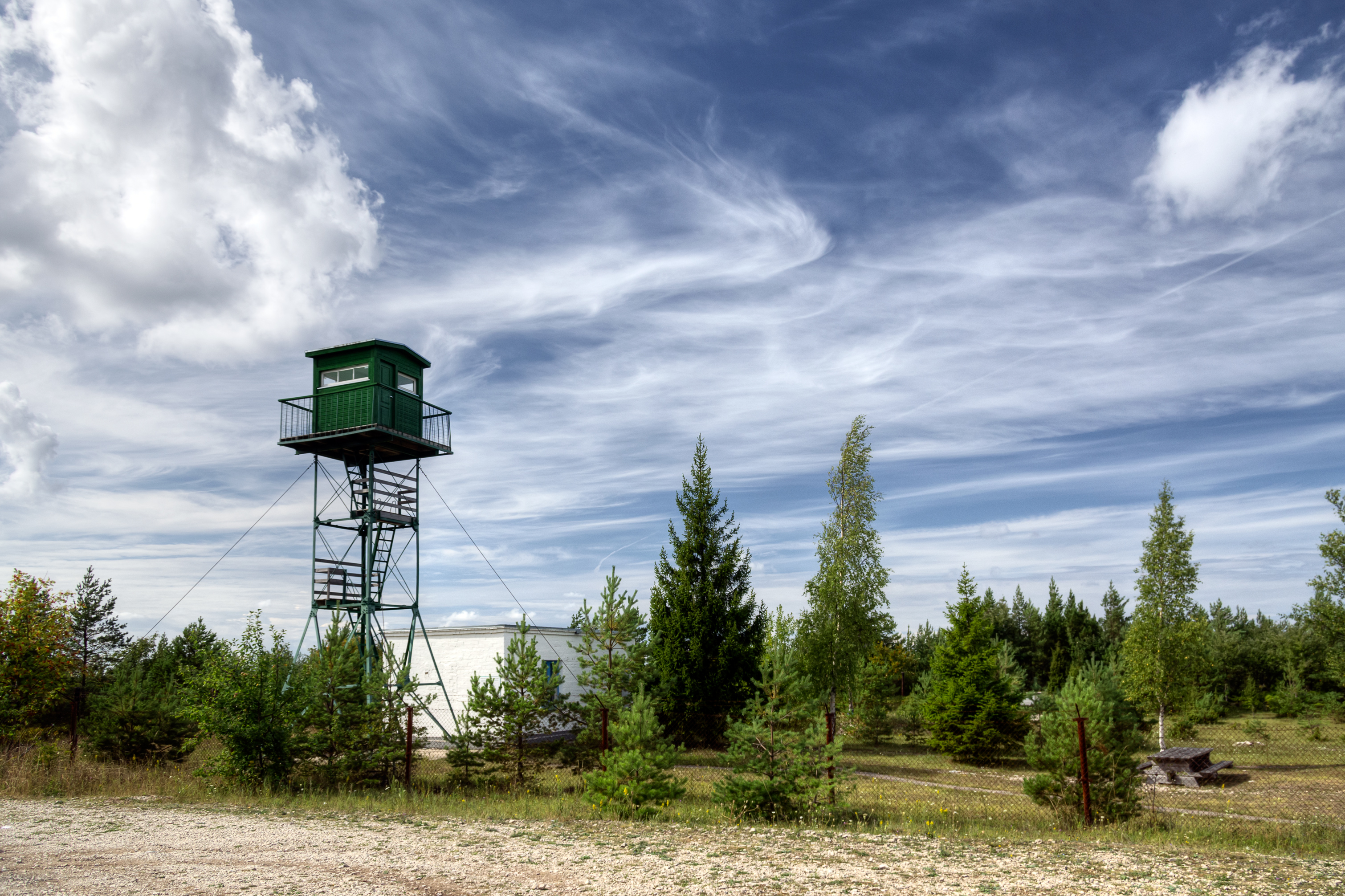
Aussichtsturm bei Ninase

Ninase ist ein Dorf (estnisch küla) auf der größten estnischen Insel Saaremaa. Es gehört zur Landgemeinde Saaremaa (bis 2017: Landgemeinde Mustjala) im Kreis Saare.

## Einwohnerschaft und Lage
Das Dorf hat zehn Einwohner (Stand 31. Dezember 2011). Es liegt auf der gleichnamigen Halbinsel (Ninase poolsaar), die in die Ostsee hineinragt.

## Hafen
Zu dem Dorf gehört auch der im Frühjahr 2006 fertiggestellte Hafen Saaremaa sadam. Er dient vor allem Kreuzfahrtschiffen als Anlegestelle.